# دالي فرانكس
دالي فرانكس (بالإنجليزية: Dale Franks)‏ هو كاتب أمريكي، ولد في 1964.